# Sint-Jozefkerk (Achterveld)
De Sint-Jozefkerk is een katholieke kerk in Achterveld in de Nederlandse provincie Utrecht. De kerk ligt aan de doorgaande weg van Amersfoort naar Barneveld. De hoofdingang van de neo-romaanse kerk bevindt zich aan de zijde van de Jan van Arkelweg.
De kerk staat op de plaats van de afgebroken zaalkerk uit 1845. Architect H.W. Valk werd bij het ontwerpen geïnspireerd door oude abdijkerken in Zuid Frankrijk. 
De kerk werd binnen een jaar gebouwd. De aanbesteding vond plaats in juli 1932, een eerstesteenlegging in december 1932, de consecratie werd op 20 juli 1933 bijgewoond door aartsbisschop Joannes Jansen. De neo-romaanse Jozefkerk heeft een kruisvormige plattegrond en is opgetrokken uit kloostermoppen in wild verband. Het dak bestaat uit zadel- en tentdaken met wisselende nok- en goothoogten. De kruiskerk heeft twee torens, een hoge vieringstoren en een westelijke klokkentoren. Deze lagere klokkentoren met ingangsportaal bestaat uit drie geledingen. De spitsboogvormige vensters zijn voorzien van gebrandschilderd glas-in-lood met doopvoorstellingen. 
In het hoofdaltaar bevinden zich relikwieën van de martelaren Monastinus, Proba en Verecunda. Ze zijn afkomstig uit de oude kerk, evenals de houten beelden van Johannes de Doper en van Johannes van Nepomuc. De gebrandschilderde ramen en de kruisweg van Charles Eyck werden gemaakt door Joep Nicolas. Aan de zuidkant van het middenschip een kapel van Onze-Lieve-Vrouw van Altijddurende Bijstand, aan de noordkant is de doopkapel. De doopkapel en de toren raakten in 1943 ernstig beschadigd toen de Nederlandse artillerie vanuit Amersfoort de Duitsers in Achterveld beschoot. Het orgel werd ontworpen door Caecillianus Huygens en gebouwd door de firma B. Pels en Zn. 
De in 1943 geroofde bronzen klokken werden in 1947 vervangen door drie luidklokken van Petit en Fritsen.